# Hibiscus taiwanensis
Hibiscus taiwanensis är en malvaväxtart som beskrevs av Shiu Ying Hu. Hibiscus taiwanensis ingår i Hibiskussläktet som ingår i familjen malvaväxter. Inga underarter finns listade i Catalogue of Life.

## Bildgalleri

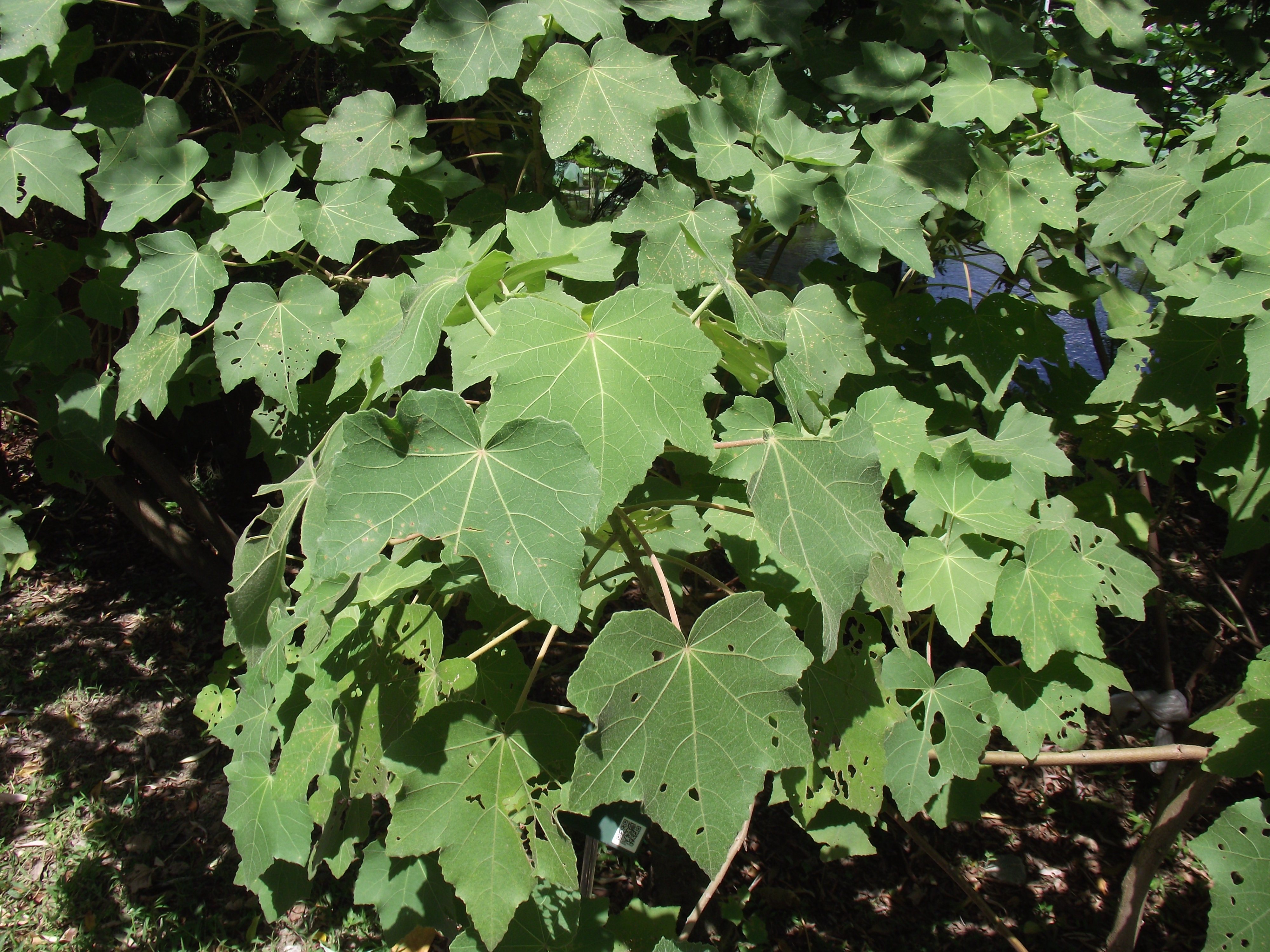
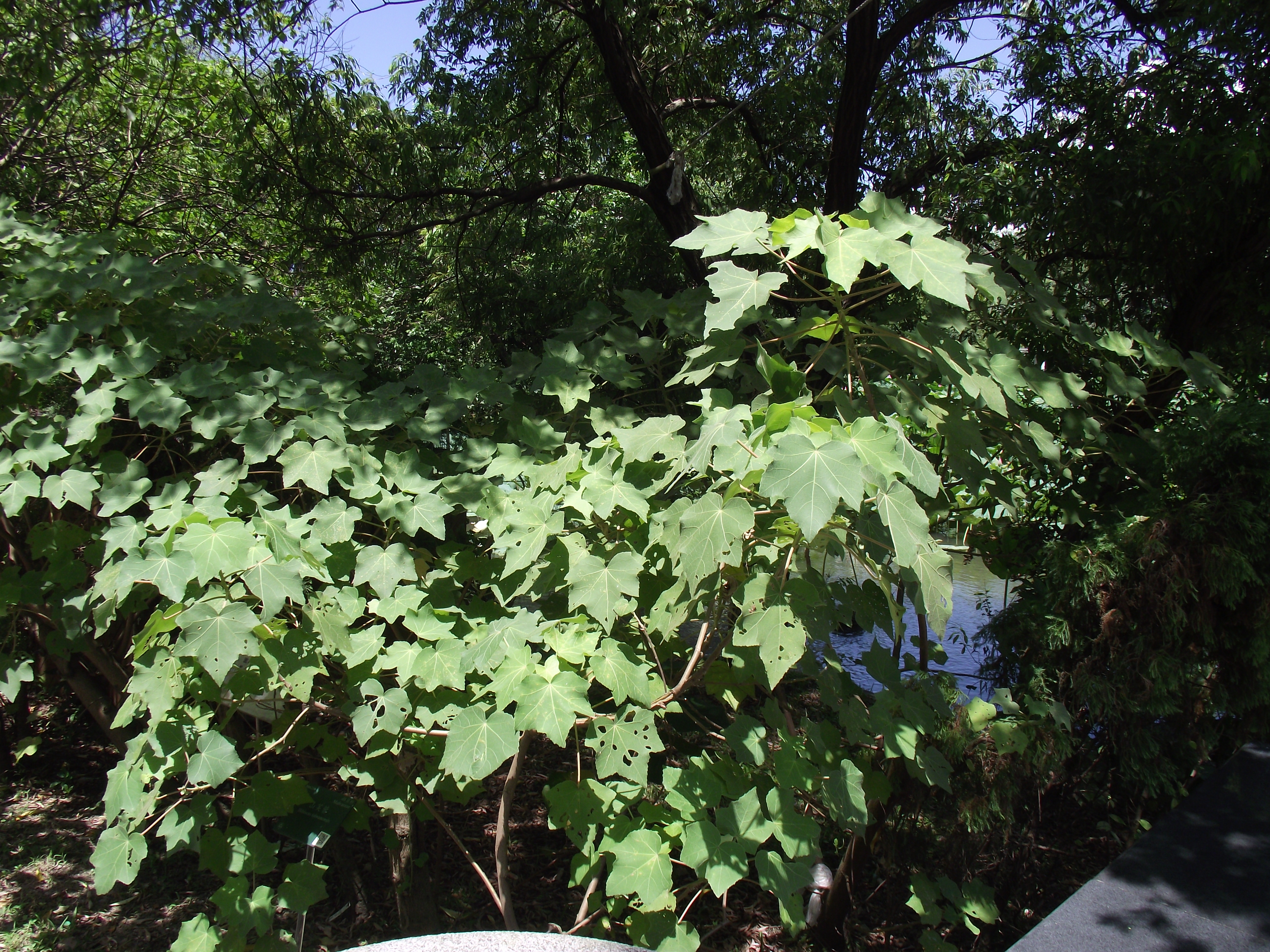